# Future program ROBO21
future program ROBO21,(Future program ROBO 21　ふゅーちゃー ぷろぐらむ ろぼ とぅえんてぃわん)は、2007年4月2日から2009年3月31日までJFNで、毎週平日23:55 - 翌0:00（日本標準時）に放送されていたショート番組。
月 - 木曜はサンライズ監修による、ロボットをテーマとした朗読仕立てのラジオドラマを展開。金曜日はパーソナリティの長友仍世がロボットの魅力や、ロボットの関連するイベントを紹介するという番組内容であった。

## パーソナリティ
長友仍世(INFIX)

## ネット局

### 月 - 金 23:55 - 翌日0:00
- FM青森
- FM岩手
- FM秋田
- FM山形
- FMぐんま
- FM-NIIGATA
- 岐阜FM
- FM山口
- FM高知
- FM香川
- FM長崎
- FM熊本
- FM大分
- FM宮崎

### 月 - 金 20:55 - 21:00
- FM鹿児島